# Barnahátú hangyászmadár
A barnahátú hangyászmadár (Poliocrania exsul) a madarak osztályának verébalakúak (Passeriformes) rendjébe és a hangyászmadárfélék (Thamnophilidae) családjába tartozó Poliocrania nem egyetlen faja.

## Rendszerezése
A fajt Philip Lutley Sclater angol ornitológus írta le 1859-ben, a Myrmeciza nembe Myrmeciza exsul néven. Egyes szervezetek jelenleg is ide sorolják.

## Alfajai
- Poliocrania exsul exsul (P. L. Sclater, 1859)
- Poliocrania exsul occidentalis (Cherrie, 1891)
- Poliocrania exsul niglarus (Wetmore, 1962)[2]

## Előfordulása
Közép-Amerikában és Dél-Amerika északi részén, Costa Rica, Honduras, Nicaragua, Panama, Kolumbia és Ecuador területén honos. Természetes élőhelyei a szubtrópusi vagy trópusi síkvidéki esőerdők. Állandó, nem vonuló faj.

## Megjelenése
Testhossza 15  centiméter, testtömege 25–30 gramm.
|  |

## Életmódja
Rovarokkal és más ízeltlábúakkal táplálkozik, de esetenként kisebb gyíkokat és békákat is fogyaszt.

## Szaporodása
Csésze alakú fészkét a talaj közelébe, a növényzet közé rejti.

## Természetvédelmi helyzete
Az elterjedési területe nagy, egyedszáma viszont csökken, de még nem éri el a kritikus szintet. A Természetvédelmi Világszövetség Vörös listáján nem fenyegetett fajként szerepel.